# Lycée André-Maurois (Elbeuf)
 (janvier 2016).
Pour les articles homonymes, voir Lycée André-Maurois.
Le lycée André-Maurois est un lycée public général et technologique situé 1 rue Lorraine à Elbeuf, en Seine-Maritime.

## Histoire
Le lycée André-Maurois a été ouvert le 10 octobre 1892. Il porte alors le nom de Petit Lycée Pierre Corneille, et est une annexe du lycée de Rouen du même nom. Il devient ainsi le deuxième lycée de la ville d'Elbeuf, dans laquelle n'existait auparavant que le lycée confessionnel Fénelon. L'arrivée après la défaite de 1870 de populations protestantes et juives dans la ville d'Elbeuf rend indispensable la création d'un lycée public. L'enseignement va alors de la primaire à la classe de Cinquième. Au-delà, les élèves devaient se rendre quotidiennement au lycée Corneille de Rouen. Le « Petit lycée » a occupé successivement plusieurs emplacements dans Elbeuf.
Installé sur un nouveau site, le lycée actuel,  baptisé du  nom d'André Maurois (écrivain, académicien et ancien élève du lycée) en 1970, ouvre en 1963.
Liste des proviseurs successifs (Lycée Maurois)
- Roger Lienhart (1963 - 1981)
- Jean-Claude Lenoir (1981 - ?)
- Pierre Duguey
- Gérard Briavoine (- 2000)
- Dominique Desaix (2000-2006)
- Daniel Dugord (2006 - 2011)
- Dominique Vanherpe (2011 - 2020)
- Laurence Houllemare (2020- 2022)
- Philippe Galimand (Depuis 2022)

Anciens élèves connus
- Robert Delandre (Petit Lycée)
- Franz-Olivier Giesbert (Lycée Maurois)[2].
- Jean Katzburg (Petit Lycée)[3]
- André Maurois (Petit Lycée)
- Albert Messiah (Petit Lycée)
- Étienne Wolff (Petit Lycée)

## Bâtiments

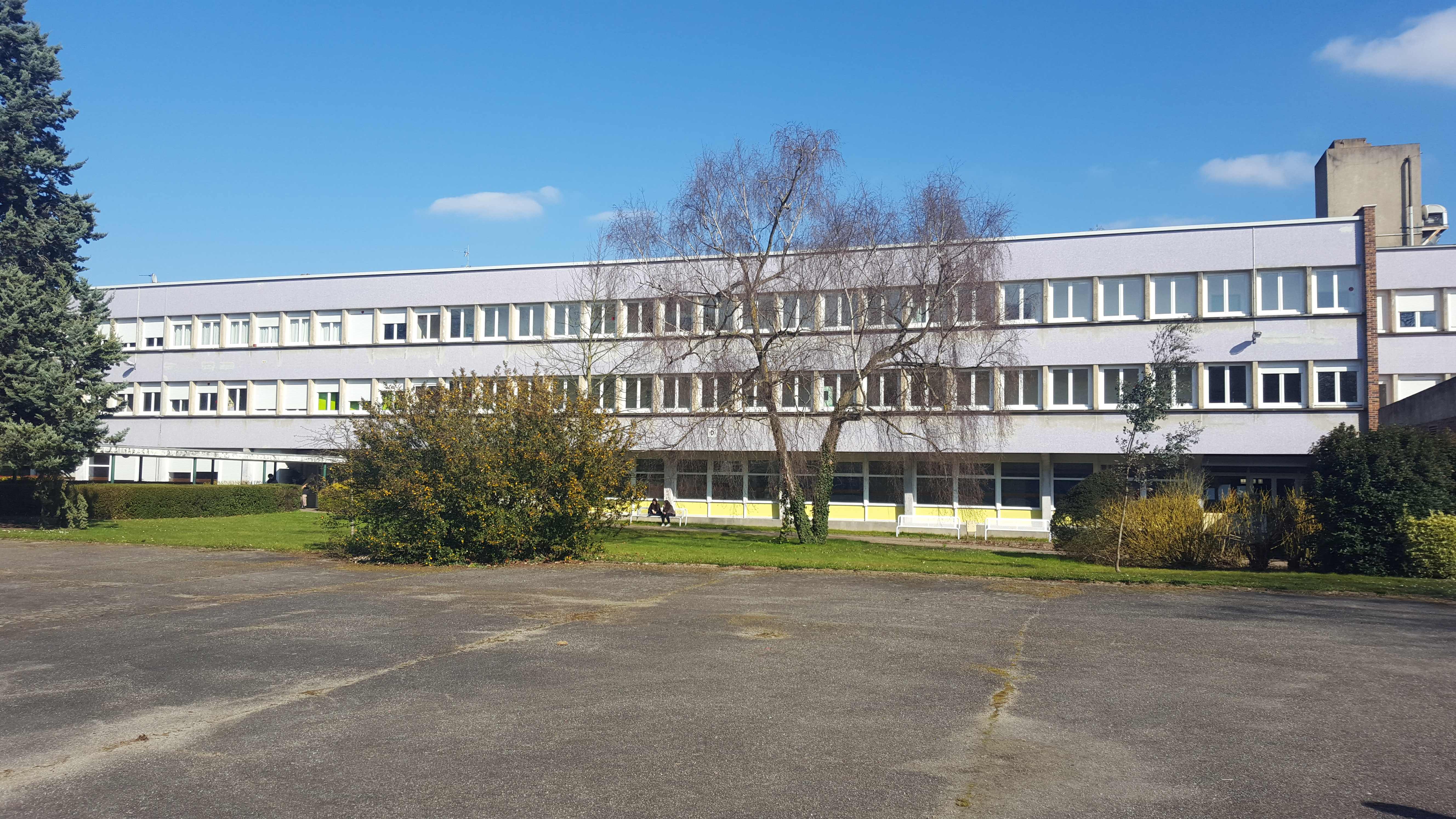
Ce bâtiment accueille des cours de mathématiques, d'économie et de gestion et une salle de permanence dit l'aquarium.

Le lycée actuel a été construit en 1961. Il est installé dans un parc du XVIIIe siècle arboré classé par la région Haute-Normandie, dans lequel se trouvent également un point d'eau, une forêt. Le point d'eau (aussi appelé "la mare") a été réalisé à l'initiative de professeurs de SVT de l'établissement. 
Il compte huit bâtiments : 
- Le bâtiment A compte deux étages. S'y trouvent les salles de langues, de physique-chimie, de SES. La salle polyvalente a été créée en 2009 au rez-de-chaussée à la place d'un ancien préau. Elle abrite différentes activités, son aménagement peut donc être adapté en fonction des besoins (salle de devoirs, de spectacle, d'exposition, etc.).
- Le bâtiment B compte trois étages. On y trouve de nombreuses salles de classe, la salle des professeurs, les laboratoires de sciences physiques et de SVT ainsi que la salle David Delahaye nommée en hommage à un ancien hommage.
- Le bâtiment C abrite le CDI (le Centre de Documentation et d'Information est ouvert aux élèves et aux enseignants, il abrite deux salles informatiques), la vie scolaire, la salle de musique.
- Le bâtiment D abrite des salles de classe, les salles d'arts plastiques, l'aquarium (c'est une salle de devoirs et de détente, dans laquelle les élèves sont libres d'entrer ou sortir sans nuire au travail des autres ; il a été rénové en 2014 sur projet du CVL), l'infirmerie, le bureau de l'assistant social et du médecin scolaire.
- Le réfectoire est inclus dans le bâtiment D. Il peut accueillir 280 élèves et 56 adultes.
- Le gymnase est situé dans le parc, près de la mare. Il a été construit en 1964. Il est utilisé dans le cadre de l'EPS. Les élèves peuvent aussi aller à la piscine de la Cerisaie d'Elbeuf pour la natation. Il porte aujourd'hui le nom de Monique Barthe (une ancienne professeure d'EPS du lycée)[4].
- Le « château » : c'est le symbole du lycée. Il s'agit d'une ancienne maison bourgeoise, ayant appartenu à la famille Blin[5]. Cette famille juive, originaire de Bischwiller en Alsace, s'est installée à Elbeuf à la suite de la guerre de 1870. Elle y a fondé une usine textile en 1871. Aujourd'hui, le château abrite aujourd'hui l'administration du lycée.

C'est en 1906 que le château est évoqué pour la première fois sur le registre cadastral. La propriété est alors possédée par le docteur Louis Buffet, chirurgien à l’hôpital d'Elbeuf.
Cependant, les recherches de Pierre Largesse montrent qu'en réalité la maison date de 1837 ou 1838. 
La propriété est acquise en 1921 par André Blin, manufacturier. La maison reste propriété de la famille Blin jusqu'en 1957, date à laquelle elle est achetée par la Société immobilière elbeuvienne. 
- La loge est située à l'entrée du lycée.

## Enseignement

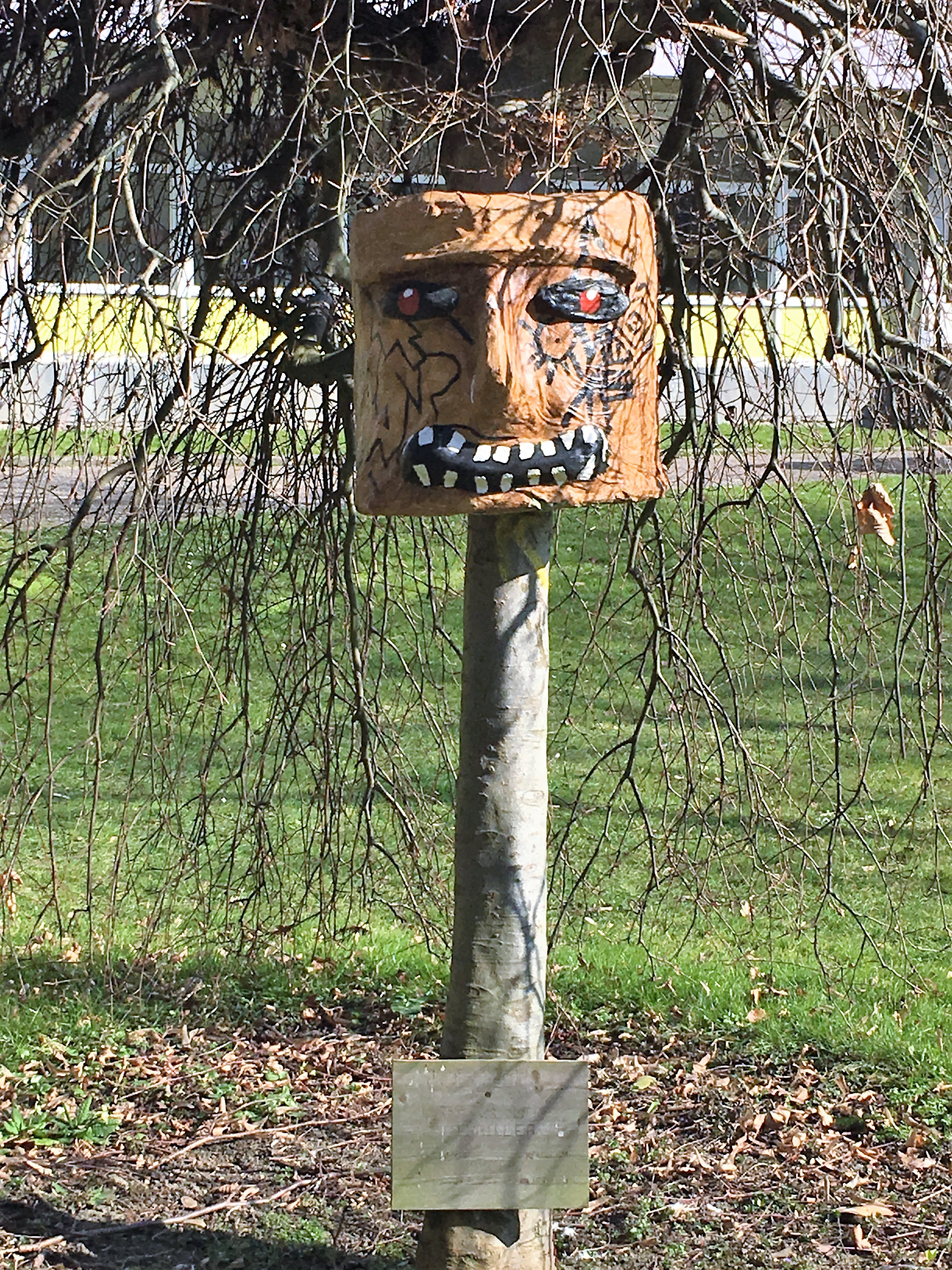
Totem réalisé par les élèves de la section arts visuels dans les jardins du lycée.

Au lycée André-Maurois, les élèves suivent un enseignement général secondaire de la seconde à la terminale.
Deux filières sont proposées à partir de la classe de Première : la filière générale et la filière technologique Sciences et Technologie du Management et de la Gestion (STMG).
Le lycée Maurois propose plusieurs options facultatives : EPS, Musique, Arts Plastiques, Section Européenne (en filière générale dès la Seconde et en filière technologique à partir de la Première), langues anciennes (latin). L'enseignement du grec a aujourd'hui disparu et celui du latin est menacé.
Le lycée André-Maurois propose aussi des filières post-bac : BTS CG (Comptabilité et Gestion) et BTS MCO (Management commercial opérationnel).
Depuis 2008, le lycée André-Maurois a signé une convention de partenariat avec l’Institut d'études politiques de Paris (Sciences Po). À la date du 1er septembre 2020, pas moins de 23 élèves, préparés au sein du lycée dans la cadre d'un « atelier Sciences Po », ont pu ainsi intégrer directement cette prestigieuse école via un concours  de recrutement spécifique. 

## Activités périscolaires

### Le Foyer socio-éducatif/ Maison des lycéens
Le Foyer socio-éducatif (FSE) est une association loi de 1901 qui comprend un bureau mixte composé d'adultes et d'élèves. Les membres du Foyer Socio-éducatif élus chaque année sont la présidente, la vice-présidente, la trésorière, le trésorier adjoint, le secrétaire et le secrétaire adjoint. La cotisation FSE permet de financer plusieurs activités telles que des sorties scolaires, la photo de classe, les clubs...
Plusieurs clubs sont proposés aux élèves du lycée :la liste est fluctuante selon les années.
Le FSE propose aussi des sorties à l'opéra de Rouen et au Cirque-Théâtre d'Elbeuf.
A partir de la rentrée 2024, la structure FSE est remplacée par la Maison des Lycéens.

### Le club Agir
Le club Agir est une association loi de 1901 créée par M. Langlois (ancien professeur d'histoire-géographie du lycée qui a pris sa retraite en 2013) en 1985. Chaque année, elle est gérée par des élèves bénévoles, encadrés par des adultes de l'établissement. Ils mènent des actions à but humanitaire afin de récolter de l'argent pour la réalisation de projets en partenariat avec le Mali, le Bénin (ethnie des taneka proche de Djougou) et Haïti. 
Le club agir est lauréat de la fondation Ushuaia pour la réalisation de ses projets .
Grâce au club Agir, durant l'année 2014-2015, a été financée une action pour le Mali. Une mission est choisie chaque année. Le club Agir participe aussi à des actions comme « Un Cahier, Un Crayon pour le Tiers Monde », qui consiste à récolter des fournitures scolaires pour les enfants au Mali. Ce club organise aussi une récolte de vêtements pour les migrants et une vente de gourmandises pendant les réunions parents/professeur(e)s.

### L'UNSS

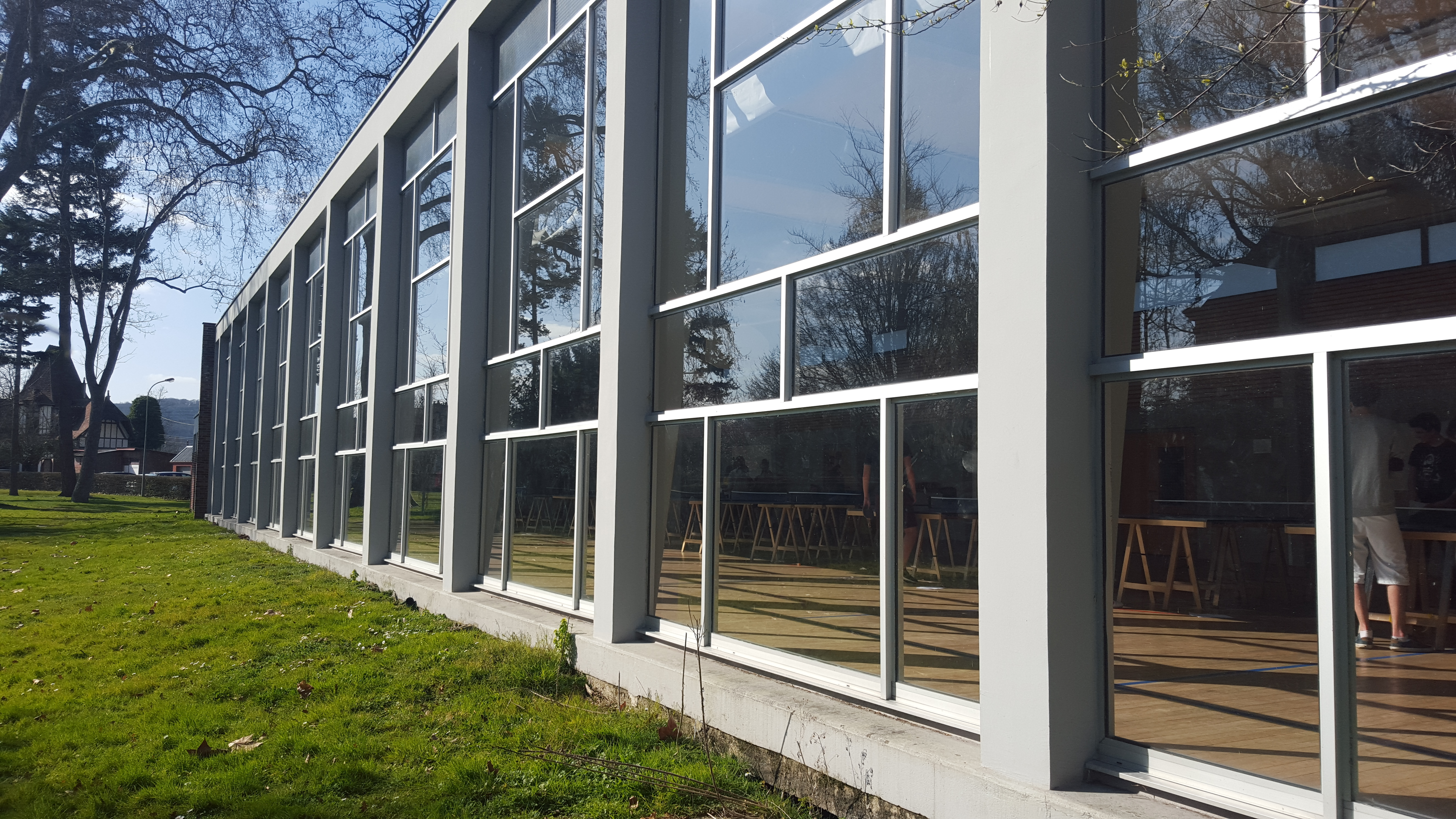
Le gymnase du lycée accueille aussi des compétitions dans le cadre de l'UNSS.

L'UNSS fonctionne au lycée.

## Traditions

### La «journée banalisée»
La « journée banalisée » est une tradition aujourd'hui disparue au lycée André-Maurois. Elle avait lieu la dernière semaine de décembre. Elle fut à l'origine établie pour fêter le vivre-ensemble dans l'établissement. Lors de cette journée, les élèves, et professeur(e)s s'ils le voulaient, se déguisaient. Un thème était choisi tous les ans et des activités thématiques étaient organisées (représentations théâtrales, représentations artistiques, danse, jeux, sports, expositions, etc.). Un concours du meilleur déguisement était également organisé. Pendant plusieurs années, la photo de classe annuelle était prise ce jour-là. Elle est devenue depuis 2015 la « matinée pas banale » avant de finalement disparaitre.

### Les voyages
Plusieurs voyages sont organisés au lycée André-Maurois, tels que le voyage en Angleterre (pour les élèves de Seconde de section européenne), le voyage en Allemagne avec un correspondant, un voyage en Italie (au printemps 2015) mais aussi des voyages au ski... pour les élèves de l'option sport.

### L'option Musique du lycée
L'option Musique du lycée participe à de nombreuses activités et présente le travail de ses élèves. En juin, une « Promenade musicale » est organisée dans le parc du lycée.
Des comédies musicales sont régulièrement montées et représentées dans différents lieux culturels de l'agglomération elbeuvienne. Le projet ReSist a même été joué aux États-Unis à l'automne 2014.
Les élèves de l'option musique accompagnent tous les ans le repas de Noël en interprétant des morceaux de leurs choix. Il existe également une chaine youtube Musica Maurois  qui héberge les derniers spectacles et prestations des élèves. 

## Instances décisionnaires

### Le CVL[10]
Le Conseil de la vie lycéenne (CVL) est une instance qui permet aux lycéens d'être associés aux décisions de l'établissement. Dix lycéens y sont élus pour deux ans. Des représentants du personnel d'éducation, des ATOSS et des parents sont également nommés dans cette structure. Le chef d'établissement préside cette instance.
Au lycée, le CVL a participé au projet de rénovation de l'aquarium en 2014. Il a mis en place un projet d'aide aux devoirs entre élèves.

### Le Conseil d'administration[11]
Le Conseil d'administration (CA) organise la vie au sein de l'établissement et fixe les grandes orientations. Il est composé de représentants de l'administration, du personnel d’éducation, des agents ATOSS, des élèves et des parents d'élèves et des collectivités territoriales dont dépend le lycée (ville d'Elbeuf, région Normandie).

### Le CESC[12]
Le CESC (Comité d'éducation à la santé et à la citoyenneté) réfléchit aux actions à mettre en place pour développer l'éducation à la santé et à la citoyenneté des élèves. Par exemple, des actions de don du sang et des formations aux premiers secours sont régulièrement organisées au sein du lycée.